# Fallen - Angeli caduti
Fallen - Angeli caduti (Fallen) è una miniserie televisiva in tre puntate del 2006, diretta da Mikael Salomon. Negli Stati Uniti è stata trasmessa in prima visione da ABC.

## Trama
Tratto da un libro di successo di Tom Sniegoski, racconta la storia di Aaron, un ragazzo adottato dai coniugi Corbett a cui il diciottesimo compleanno riserva molte sorprese: strani sogni e un forte mal di testa gli annunciano una realtà che non avrebbe mai potuto immaginare. 

### Prima parte
Aaron inizia a parlare con il suo cane, Gabriel, e scioccato non riesce a capire cosa succeda, inoltre uno strano individuo senza dimora fissa, Zeke, gli dice che il ragazzo appartiene alla razza dei Nephilim, esseri metà uomini e metà angeli, nati dall'incontro tra gli angeli Caduti, scacciati dal paradiso, e le donne umane. I Potenti, gli angeli guerrieri, sono incaricati dal Creatore (come gli angeli chiamano Dio) di sterminare i Caduti e i Nephilim, e Aaron dovrebbe seguire la loro sorte, ma a quanto pare egli è qualcosa di più, il Redentore che i Caduti aspettano da secoli. Aaron ha il potere di redimere gli angeli Caduti, inoltre grazie alla sua natura angelica lui può parlare tutte le lingue comprese quelle degli animali, inoltre quando Gabriel viene investito da un'auto, Aaron gli salva la vita con i suoi poteri.
Il capo dei Potenti, Camael, tradisce il suo gruppo e decide di aiutare Aaron, sicuro del fatto che lui ha un grande destino, e che i suoi poteri sono un dono. Un altro Potente, Tempest, trova Zeke, infatti quest'ultimo è un angelo Caduto, e gli rivela dove si trova la casa della famiglia adottiva di Aaron, a cui i potenti danno la caccia. Tempest si dirige nell'abitazione, ma Aaron e Camael affrontano l'angelo guerriero, inoltre anche Zeke decide di aiutarli, pentitosi del suo tradimento. Aaron e Camael uccidono Tempest, il quale capisce che Aaron è il Redentore, ma Zeke rimane gravemente ferito durante lo scontro, quindi Aaron dà sfoggio dei suoi poteri e lo salva, permettendogli con la redenzione di ascendere al Paradiso. Purtroppo i Potenti daranno la caccia ad Aaron finché avrà vita, dunque a malincuore si separa dalla sua famiglia e scappa insieme a Camael e Gabriel.

### Seconda parte
È passato un anno da quando Aaron si è messo in fuga, durante la quale continua a redimere angeli Caduti e a scappare dai Potenti, con l'aiuto di Camael. Durante uno scontro con gli angeli, che vede Aaron e Camael come vincitori, quest'ultimo rimane ferito e dunque si dirigono da un altro angelo caduto, Ariel, un paramedico. Ariel si prende cura di Camael, il quale confessa che il potere di Aaron lo spaventa perché nonostante la sua forza non sia superiore a quella di un angelo, i suoi sentimenti umani amplificano il suo potere. Aaron offre a Ariel la possibilità di redimersi, ma lei preferisce restare ancora sulla Terra per aiutare le persone. Aaron decide di vedere l'università locale, e conosce un professore, Lukas Grasic, il quale è molto ferrato sull'argomento "angeli". Intanto un misterioso uomo incappucciato libera un angelo dalla sua prigionia durata cinquemila anni, Azazel, e ordina a quest'ultimo di portargli il Redentore. Azazel rintraccia un altro angelo Caduto, Gadreel, la sua vecchia amante, la quale gli offre dei vestiti e una motocicletta. Lukas parla a Aaron del Rendentore (ignaro che sia lui) dicendogli che ci sono delle voci contrastanti sulla sua leggenda, visto che alcuni lo considerano un portatore di disgrazie, inoltre gli fa vedere un altro Nephilim da lui trovato, Vilma, una sua compagna di liceo.
Aaron, arrabbiato, sfodera i suoi poteri e la salva, ma così facendo Azazel e i Potenti lo rintracciano. Camael decide di intervenire, ma il nuovo capo dei Potenti, Mazarin, lo sconfigge facilmente. Intanto un altro potente di nome Nathaniel rintraccia Aaron e Vilma, ma all'ultimo momento arriva Azazel, che uccide Nathaniel senza difficoltà. L'angelo si presenta a loro come un amico, e gli dice che porterà Aaron da una persona chiamata il Portatore di Luce, che gli farà capire qual è il suo destino, dunque Aaron, Vilma e Gabriel lo seguono. Durante il viaggio Azazel spiega loro che i Potenti lo sigillarono a una roccia, e che lui tradì il Paradiso perché amava il divertimento, cosa che gli angeli non condividevano. Mazarin tortura Camael per farsi dire dove Aaron si nasconde, arrivando pure al punto di staccargli le ali. Un uomo misterioso che va alla ricerca di Aaron uccide Lukas. Continuando con il viaggio Aaron incontra un altro angelo, un Caduto gravemente ferito dai Potenti, se Aaron non lo salverà lui morirà, ma se lo redime i Potenti lo troveranno. Nonostante il dissenso di Azazel il giovane Nephilim decide di redimerlo, ma i Potenti, tra cui Mazarin, lo trovano e dunque Aaron e Azazel si preparano allo scontro.

### Terza parte
Aaron sconfigge Mazarin, mentre Vilma affrontando un potente sfodera per la prima volta i suoi poteri. Aaron decide di risparmiare Mazarin, il quale se ne va via. Camael riesce a scappare grazie all'aiuto di un topo, e dunque Ariel lo aiuta a rimettersi mentre i due vanno alla ricerca di Aaron. Mazarin è confuso non capendo più se quello che sta facendo sia giusto, ma l'Arcangelo Michele si presenta a lui dicendogli che invece che combattere Aaron, dovrebbe combattere al suo fianco. Aaron, Azazel, Vilma e Gabriel si addentrano in una montagna dove si trova il tempio del Portatore di Luce, i viaggiatori si accampano e Vilma, incuriosita, chiede a Azazel per quale motivo i Potenti l'avessero imprigionato invece che ucciderlo. Azazel spiega che la sua doveva essere una punizione esemplare perché lui marciò al fianco di Lucifero durante la rivolta degli angeli. Durante la serata Aaron confessa i suoi sentimenti a Vilma, e i due si baciano. Il mattino seguente il misterioso uomo che ha ucciso Lukas aggredisce Aaron e Vilma, ma Azazel lo mette fuori combattimento. L'uomo confessa che sta morendo a causa di un tumore e che nella sua vita ha fatto delle cose orribili e che lui vuole che Aaron lo redima dato che il suo potere funziona anche con gli umani, ma Aaron non lo redime non ritenendo che lui lo meriti, infine Azazel lo uccide senza pietà, gesto che crea il disappunto di Aaron e Vilma.
Mazarin trova Ariel e Camael e decide di aiutarli a trovare Aaron, dato che è preoccupato per la presenza di Azazel, intanto quest'ultimo insieme ai due Nephilim trova il tempio del Portatore di Luce. Aaron entra nel tempio da solo, mentre Azazel fa notare a Vilma che Portatore di Luce in latino si pronuncia "Lucifero", quindi la ragazza comprende che Azazel per tutto questo tempo era in combutta con Lucifero per condurre Aaron in una trappola, dunque la giovane Nephilim entra nel tempio per fermare l'amico. Lucifero confessa a Aaron che in realtà lui è suo padre, e che vuole che lui lo redima perché si è pentito delle sue colpe, e che vuole tornare in Paradiso per aiutare il mondo a diventare un posto migliore. Aaron in un primo momento gli crede, ma quando legge nel suo animo vede la malvagità nel suo cuore e comprende che il motivo per cui suo padre vuole tornare nel Paradiso è per assumerne il controllo. Aaron si rifiuta di aiutare Lucifero, il quale lo fa precipitare insieme a lui all'Inferno. Anche Vilma segue la stessa sorte, infatti il tempio è un portale per gli inferi. Vilma finisce nello stesso Inferno di Lukas, il quale aiuta la ragazza a scappare, quindi Aaron comprende che si può scappare dall'Inferno e che solo Lucifero vi è intrappolato, quindi i due iniziano a lottare.
Uscita dal tempio Vilma affronta Azazel con i suoi poteri di Nephilim, ma viene sconfitta e, proprio quando l'angelo stava per ucciderla, Camael giunge in suo soccorso. I due si affrontano ma Camael viene sconfitto dato che è ancora provato dallo scontro con Mazarin, quest'ultimo interviene e dopo un breve scontro sconfigge facilmente Azazel. Intanto Aaron combatte contro suo padre, Lucifero essendo l'angelo più potente è sicuro di poterlo battere, ma i sentimenti umani di Aaron amplificano il suo potere e gli permettono di avere la meglio sul padre. Il Nephilim decide di risparmiargli la vita e di confinarlo negli inferi. Sconfitto il nemico lui e Gabriel escono dal tempio. Camael è prossimo alla morte a causa della ferita inflittagli da Azazel, il quale chiede di essere ucciso, ma Mazarin ritiene che lui non meriti una morte degna di un guerriero. Aaron decide di salvare Camael con la redenzione, ma lui ritiene di non meritarla per via di tutti gli angeli Caduti che lui in passato ha ucciso. Aaron non è d'accordo ritenendo che lui la meriti più di chiunque, quindi lo redime e lo fa ascendere al Paradiso. Mazarin imprigiona nuovamente Azazel alla roccia, alla quale rimarrà incatenato per sempre, inoltre promette che lui e gli altri Potenti non faranno più del male ai Nephilim e agli angeli Caduti. Aaron, Vilma e Gabriel decidono di ritornare a casa con Ariel che li riaccompagna. Aaron è ansioso di redimere gli altri angeli ora che saranno loro a cercarlo.